# Лачплесис, Янис Антонович
Я́нис Анто́нович Ла́чплесис (латыш. Jānis Lāčplēsis) — латвийский финансист и политик, первый вице-мэр Даугавпилсской городской думы. Являлся депутатом 7-го и 11-го Сеймов, депутатом и заместителем председателя Даугавпилсской гордумы.
Лидер созданной в 2012 году региональной «Латгальской партии». Ранее член бывших «ЛПП/ЛЦ» и Даугавпилсской городской партии. 8 февраля 2014 года на 2-м съезде Латгальской партии избран председателем партии, до этого был сопредседателем.
В 11-й Сейм проходил по списку Единства.
Окончил Рижский политехнический институт. Работал в Даугавпилсском зональном  управлении механизации (ДЗУМ), был членом КПСС.  Член Федерации мотоспорта Латвии.

## Мэр
После снятия Рихарда Эйгима 24 сентября 2010 года, избран на внеочередном заседании 28 сентября председателем Думы. Утратил должность в 2011 году, вернулся на неё 1 июля 2013 года после муниципальных выборов.
После выборов 3 июня 2017 года Латгальская партия получила в думе Даугавпилса шесть мандатов из пятнадцати, а остальные мандаты получили оппозиционные партии, которые смогли сформировать друг с другом коалицию. Это привело к тому, что 26 июня 2017 года Лачплесис был смещён с поста мэра, его сменил Андрей Элксниньш.

### После мэрства
Возглавлял Хозяйственный комитет Думы, 18 октября 2018 года не явился на заседание комитета, где должен был отчитаться  о тепловом тарифе 63 евро. Комитет уволил его с должности, избрал главой В. Кононова.
19 октября 2018 года Лачплесис, как лидер Латгальской партии известил о выходе из коалиции с Эйгимом, существовала с конца августа 2017 года.
19 ноября 2018 года правление ЛП решило выдвинуть идею отставки Р. Эйгима, на ближайшем заседании 22 ноября 2018 года, Р. Эйгим  снят с поста мэра голосами ЛП и Согласия.
25 июля 2019 года в заседании Магистрата избран первым вице-бургомистром .
В 2020 году обвинен в бездействии в пансионате престарелых на фоне эпидемии вируса, посему 17 декабря состоялось внеочередное заседание Магистрата и Социального комитета по вопросу его отставки с поста.
18 марта 2021 года в созванном спецзаседании Магистрата по вопросу о кризисе в Теплосетях города, пункт 4 - О снятии/соответствии с должности первого вице-бургомистра Я. Лачплесиса.

### Выборы 2021 года
26 марта 2021 года подан партийный список кандидатов ЛП/ЛА в Магистрат, под номером 1 возглавил объединённый список партий.
По выборам избран в Магистрат, с ещё одним членом партии Дукшинский, Янис. Падение числа депутатов с ранее 6 до 2. 

## Выборы 2025
Возглавлял список на выборах 7 июня 2025, не избран. 

## Представительство
С 2021, июль по 2024, июнь годы представлял город в Совете по развитию Латгальского региона, его сменил А. Элксниньш мэр/бургомистр с 13 июня 2024.
6 февраля 2025 года на собрании представителей Латгальского региона планирования с должности директора Латгальской специальной экономической зоны  был уволен Янис Лачплесис(Латгальская партия ).  Позднее он пытался опровергнуть свое увольнение, но С. Максимов (мэр Балви), председатель Латгальского региона планирования подтвердил его увольнение в заседании 6 февраля 2025.

## Выборы 14 Сейма
Заявился на выборы 1 октября 2022 года 14 Сейма 2 ЛР.
- В составе партии Пар  пролетел на выборах.

## Позиция по памятникам
Заявил, что деньги в Магистрате на снос/демонтаж памятников есть, но нет политической воли, чем вызвал общественную реакцию.

## Декларации
Доходы за 2008 год — 25 800 латов.
Доходы за 2009 год — 16 423 латов .
Доходы за 2010 год — 17 669,25 латов.
Доходы за 2011 год — 14 750,74 латов.
Доходы за 2012 год — 21 936,21 латов.
Доходы за 2013 год — 19 357,93 латов.
Доход за 2015 год —.
Доход за 2016 год — 24 718,68 евро.
Доход за 2017 год — 34 622,93 €, из них з/п в Думе – 18661,50 €.
По декларации о доходах за 2019 год заработал 39,0 тыс. евро.
По декларации о доходах за 2020 год заработал 29 466,42 евро, но скандальная цифра 378 853 евро за 2019 год на сайте СГД висит без изменений.
Доходы за 2021 год — 22 570,39 евро.
Доходы за 2022 год — 19 881,92 евро.

## Награды
- Медаль Балтийской ассамблеи (2002 год)[30]